# 국민투표법
국민투표법은 국가중요정책과 헌법개정안에 대한 국민투표에 관하여 필요한 사항을 규정하는 대한민국 법률이다.

## 국민투표무효의 소송
- 헌법개정국민투표의 효력에 관하여 이의가 있는 투표인은 투표인 10만인 이상의 찬성을 얻어 중앙선거관리위원회위원장을 피고로 하여 대법원에 제소할 수 있다[1]
- 행정소송 중 민중소송에 해당한다

## 국민투표무효의 판결
- 대법원은 국민투표에 관하여 국민투표법 또는 국민투표법에 의하여 발하는 명령에 위반하는 사실이 있는 경우라도 국민투표의 결과에 영향을 미쳤다고 인정하는 때에 한하여 국민투표의 전부 또는 일부의 무효를 판결한다[2]